# Peritassa nectandrifolia
Peritassa nectandrifolia är en benvedsväxtart som först beskrevs av Albert Charles Smith, och fick sitt nu gällande namn av Lombardi. Peritassa nectandrifolia ingår i släktet Peritassa och familjen Celastraceae. Inga underarter finns listade.